# Megalodoras uranoscopus
Megalodoras uranoscopus — вид риб з підродини Megalodoras родини Бронякові ряду сомоподібні. Інші назви «великий говорячий сом», «мегалодорас Ірвіна».

## Опис
Загальна довжина сягає 60 см при вазі 4,6 кг. Середня довжина — 49 см при вазі 2,9 кг. Голова масивна, складена з кісткових пластин, трохи сплощена зверху. Очі маленькі. Біля короткої морди є 3 пари доволі довгих вусиків. Тулуб кремезний, широкий. Спинний плавець високий, помірно широкий, з короткою основою та 1 шипом. Жировий плавець маленький. Грудні плавці потужні й доволі гострі. Анальний плавець більше жирового. Хвіст широкий, сильно розрізаний.
Голова і тулуб темно-коричневого кольору з чорними плямами та довільно розташованими над бічною лінією (внизу та зверху) світло-коричневими ламаними смугами. Нижня частина строката. Плавці плямисті. Грудні плавці зазвичай світліше біля основи. Жировий плавець є світло-коричневим зверху та темніший біля основи.

## Спосіб життя
Зустрічається у водоймах з повільною течією та піщано-гравійним ґрунтом. Утворює невеличкі косяки. Вдень ховається під корчами та в гротах або печерках. Активний уночі. Живиться равликами, яких викопує з ґрунту, а також плодами Licania longipetala, Astrocaryum jauary.

## Розпорядження
Мешкає у басейнах річок Амазонка, Токантінс, Ессекібо.